# Manuel Frolik
Manuel Frolik (* 10. Juli 1979 im Vogtland) ist ein zeitgenössischer deutscher Künstler.

## Leben
Manuel Frolik studierte von 2005 bis 2011 an der Hochschule für Bildende Künste in Dresden und war von 2011 bis 2013 Meisterschüler bei Professor Eberhard Bosslet. Von 2015 bis 2018 war Frolik persönlicher Assistent des Medienkünstlers und Schriftstellers Ferdinand Kriwet in Wilhelmshaven und Bremen. Seit 2014 übernimmt Frolik regelmäßig Lehraufträge und Vertretungsprofessuren an der Hochschule für Bildende Künste und der Technischen Universität Dresden. Frolik lebt und arbeitet in Dresden.

## Preise und Stipendien
- 2012: Preisträger des Hegenbarth-Stipendiums der Dresdner Stiftung Kunst und Kultur der Ostsächsischen Sparkasse Dresden im Programm des Deutschlandstipendiums[1]
- 2013: Projektförderung der Kulturstiftung des Freistaates Sachsen
- 2015: Ankauf durch den Kunstfonds des Freistaates Sachsen
- 2016: Arbeitsstipendium der Stiftung Kunstfonds Bonn
- 2017: Projektstipendium der Liebelt Stiftung Hamburg
- 2019: Projektstipendium der Kulturstiftung des Freistaates Sachsen
- 2020: Reisestipendium der Landeshauptstadt Dresden für einen Arbeitsaufenthalt an der Aristoteles-Universität in Thessaloniki/Griechenland
- 2021: PORTRAITS Hellerau Photography Award 2021, 3rd Prize
- 2022: Neustart Kultur – Stipendium der Stiftung Kunstfonds Bonn

## Einzelausstellungen (Auswahl)
- 2015: the blue jeans and other brand-new stuff, C. Rockefeller Center F.T.C.A. Dresden
- 2017: Mimesis, (mit Thilo Droste), Galerie Axel Obiger Berlin
- 2018: Jewels, Drawing Room Hamburg
- 2018: Polyptyque 2018, (mit Maya Schweizer), Centre Photographique Marseille/France
- 2019: Infinite Quest, Städtische Galerie Dresden
- 2021: Tribe of Yola, Schloss Lieberose/Brandenburg im Rahmen der XXVI. Rohkunstbau 2021
- 2022: Moritaten und Legenden II, Radebeul Kultur e.V.

## Gruppenausstellungen (Auswahl)
- 2011: Jóvenes Artistas II, Centro de Grabado Contemporaneo, Santa Cruz de Tenerife/Spain
- 2011: schools of art, Alte Tabakfabrik Linz/Österreich
- 2012: Laufend anders – fünf Videos, Albertinum/Staatliche Kunstsammlungen Dresden
- 2013: schools of art, The Holden Gallery Manchester/UK
- 2013: NEUN, Kunstsammlungen Chemnitz
- 2013: C.A.R. – Talente, Welterbe Zollverein Essen
- 2014: geradezu momentan, Oktogon der HfBK, Dresden
- 2014: Märkisches Stipendium für Bildende Kunst 2015, Städtische Galerie Iserlohn
- 2015: Viva Polaroid!, Haus der Fotografie Wien/Österreich
- 2015: Monitoring, 32. Dokfilmfest Kassel
- 2016: SWAT, Galerie Stephanie Kelly Dresden
- 2016: IDENDIÄT, Wasserwerk III Hanau
- 2016: Total – Move Baby, Move!, Neuer Kunstverein Wuppertal e.V.
- 2017: Ostrale Biennale, Ostragehege Dresden
- 2017: Knotenpunkt 17, Affenfaust Galerie Hamburg
- 2017: Paper Tigers Collection, Syndicat Potentiel Strasbourg/France
- 2018: Aufbruch und Neuanfang #1, Altana Galerie der TU Dresden
- 2018: Klischee/CLICHE, Alte Feuerwache Loschwitz, Dresden
- 2019: TRANS IT, The Derailment, Kingsbury, Texas/USA
- 2019: WIN / WIN 9, Halle 14 – Zentrum für zeitgenössische Kunst Leipzig
- 2019: vorübermorgen, Kindl – Zentrum für zeitgenössische Kunst Berlin
- 2020: face look, Kunstverein Gera
- 2020: 8. Merck Preis der 11. Darmstädter Tage der Fotografie, Designhaus Darmstadt
- 2021: PORTRAITS Hellerau Photography Award 2021, Festspielhaus Hellerau Europäisches Zentrum der Künste/Technische Sammlungen Dresden
- 2022: Benefits at Mars, Mars Frankfurt/Main
- 2022: Verschwinden, Oktogon der HfBK Dresden
- 2023: New Keüter: Twilight Zone, Galerie Intershop Leipzig

## Screenings/Lectures/Talks (Auswahl)
- 2015: Pseudo-authentische Qualitäten, Vortrag und Gespräch, Kolloquium der Fachklasse von Prof. Wilhelm Mundt, HfBK Dresden
- 2016: Der Wanderer, Videoscreening und Gespräch, Albertinum – Staatliche Kunstsammlungen Dresden
- 2016: Der Wanderer, Videoscreening und Gespräch, Neuer Kunstverein Wuppertal e.V.
- 2017: Der Wanderer, Videoscreening, Avant-première – Infra Studio France
- 2017: Falk Töpfer im Interview mit Manuel Frolik, Das Kapital, Berlin
- 2018: Tribe of Yola – Preview, Videoscreening, Thalia Kino Dresden
- 2018: Sisyphos in Walden – Der Wanderer von Manuel Frolik, Screening und Artist Talk, FB 1/Architektur und Raumgestaltung, HfBK Dresden
- 2019: Artist Talk zum DCA-Rundgang! – Johannes Schmidt im Gespräch mit Manuel Frolik., Städtische Galerie Dresden
- 2021: Frolik fragt: Alex Lebus – Vom Kunstbetrieb ausgespuckt?!, Artist Talk, Klasse Frolik, Hochschule für Bildende Künste Dresden
- 2021: Frolik fragt: Marcel Walldorf – Wie man den Shitstorm abwettert!, Artist Talk, Klasse Frolik, Hochschule für Bildende Künste Dresden
- 2021: Frolik fragt: Thomas Judisch – Nomad Art, ein Leben aus dem Koffer, Artist Talk, Klasse Frolik, Hochschule für Bildende Künste Dresden
- 2021: Frolik fragt: Katrin Westerhausen – The Godmother of SpecialFX, Vortrag und Gespräch, Klasse Frolik, Hochschule für Bildende Künste Dresden
- 2021: Tribe of Yola, Videoscreening, Darre Lieberose, im Rahmen der XXVI. Rohkunstbau 2021 im Schloss Lieberose/Brandenburg
- 2021: Wiederentdeckt: REITER/IN – Das legendäre Dresdner Kunstmagazin aus den frühen 90er Jahren, Vortrag und Gespräch, Klasse Frolik, Hochschule für Bildende Künste Dresden
- 2021: Frolik fragt: Filip Caranica – Im Spannungsfeld von zeitgenössischer Musik und Bildender Kunst, Artist Talk, Klasse Frolik, Hochschule für Bildende Künste Dresden
- 2021: ROTORADIO – Ein Abend mit und zu den Hörstücken von Ferdinand Kriwet, Vortrag und Streaming ausgewählter Hörstücke Kriwets, Klasse Frolik, Hochschule für Bildende Künste Dresden
- 2021: Tribe of Yola – Embracing Nature, Online-Screening, Staatliche Kunstsammlungen Dresden, mit Studio Olafur Eliason und Khvay Samnang
- 2021: Susanne Altmann in conversation with Maya Drachsel and Manuel Frolik, artist talk in connection to the EU4ART workshop’s, winter semester 2021
- 2022: Manuel Frolik: A Game of truth and deception, lecture/talk, Aristotle University of Thessaloniki/Greece

## Publikationen (Auswahl)
- 2013: Haut. Oberfläche unter Spannung, Ausstellungskatalog., Hrsg. HfBK Dresden und Dr. Jule Reuter, extra verlag, Aufl. 500 Stk. ISBN 978-3-938370-51-3
- 2013: Contemporary Art Depot, Katalog der Ausstellungsreihe im Albertinum Dresden, Hrsg. Verena Schneider, Staatliche Kunstsammlungen Dresden / Skulpturensammlung, Sandsteinverlag, ISBN 978-3-95498-056-7
- 2014: geradezu momentan, Katalog zur Ausstellung zum 250-jährigen Jubiläum der Kunstakademie Dresden, Hrsg. Matthias Flügge, Susanne Greinke u. Dietmar Rübel, HfBK Dresden, Verlag für moderne Kunst Nürnberg, ISBN 978-3-86984-095-6
- 2015: Viva Polaroid!, Ausstellungskatalog, Hrsg. Markus Hippmann, Nikki Harris, Haus der Fotografie Wien.
- 2015: 32. Kasseler Dokumentar und Videofilmfest, Programmheft zum Dokfest Kassel und zur Ausstellung Monitoring, Hrsg. Filmladen Kassel e.V., Auflage 6000 Stk., ISBN 978-3-9812605-8-8
- 2016: IDENDIÄT, Ausstellungskatalog, Hrsg. Marcel Walldorf und Adina Rac-Parlow, CoCon-Verlag GmbH, ISBN 978-3-86314-339-8
- 2017: remembering the future, Ausstellungskatalog, Hrsg. Gwendolin Kremer (TU Dresden), Andreas Kempe und Patricia Westerholz (Galerie Ursula Walter), ISBN 978-3-86780-538-4
- 2019: unverbesserlich – Index Klasse Bosslet 1997 – 2019, Hrsg. Eberhard Bosslet, ISBN 978-3-00-060615-1
- 2019: Das Spiel mit Wahrheit und Lüge – Manuel Froliks Foto- und Videoarbeiten in der Städtischen Galerie, Marlen Hobrack, in DRESDNER Kulturmagazin 02/2019
- 2020: Skurrile Fluchten – Humor in der Fotografie, Hrsg./Verlag Kunstforum der TU Darmstadt, Albrecht Haag, Julia Reichelt, Stephanie Stadler, ISBN 978-3-948908-00-3
- 2021: PORTRAITS Hellerau Photography Award 2021, Hrsg. Hellerau – Europäisches Zentrum der Künste / Technische Sammlungen Dresden, ISBN 978-3-9821847-0-8